# Lecciones y Ensayos
Lecciones y Ensayos ist eine studentische Fachzeitschrift (Law Review), die die juristische Fakultät der Universität Buenos Aires herausgibt. Sie ist eine der wenigen juristischen Fachschriften Argentiniens, die sich am Modell US-amerikanischer Law Reviews orientiert, d. h., sie gehört zu jenen juristischer Fachzeitschriften, die von Studierenden geleitet werden.
Lecciones y Ensayos gliedert sich in wissenschaftliche Artikel, die Absolventen der Fakultät, Professoren, und Rechtswissenschaftler schreiben und Essays, die Studierende schreiben. Ebenfalls ist es möglich, die Publikation mit Interviews oder Kommentaren zu Gerichtsverfahren vervollständigen.

## Geschichte
Lecciones y Ensayos wurde 1956 durch Ignacio Winizky gegründet, damals publizistischer Leiter der Fakultät für Rechtswissenschaften der Universität Buenos Aires. In der ersten Auflage hat er das Ziel der Fachzeitschrift so beschreiben:

„Lecciones y Ensayos (…) ist der endgültige Beweis für das tiefe Vertrauen in die argentinischen Studierenden. Die Studierenden der Fakultät sind der Leserkreis dieser Fachzeitschrift. Lecciones y Ensayos zielt darauf ab, Bildungslücken zu schließen und Ideen zu verbreiten. Die Fachzeitschrift wird die Studierenden geleiten; Studierende werden sie schreiben.“

Infolge der Argentinischen Militärdiktatur (1976–1983) wurde die Zeitschrift erstmals ohne Studenten herausgegeben. Die Rückkehr zur Demokratie erlaubt es der Publikation, wieder an die Ideen Winizkys anzuknüpfen.